# Roger Rivière

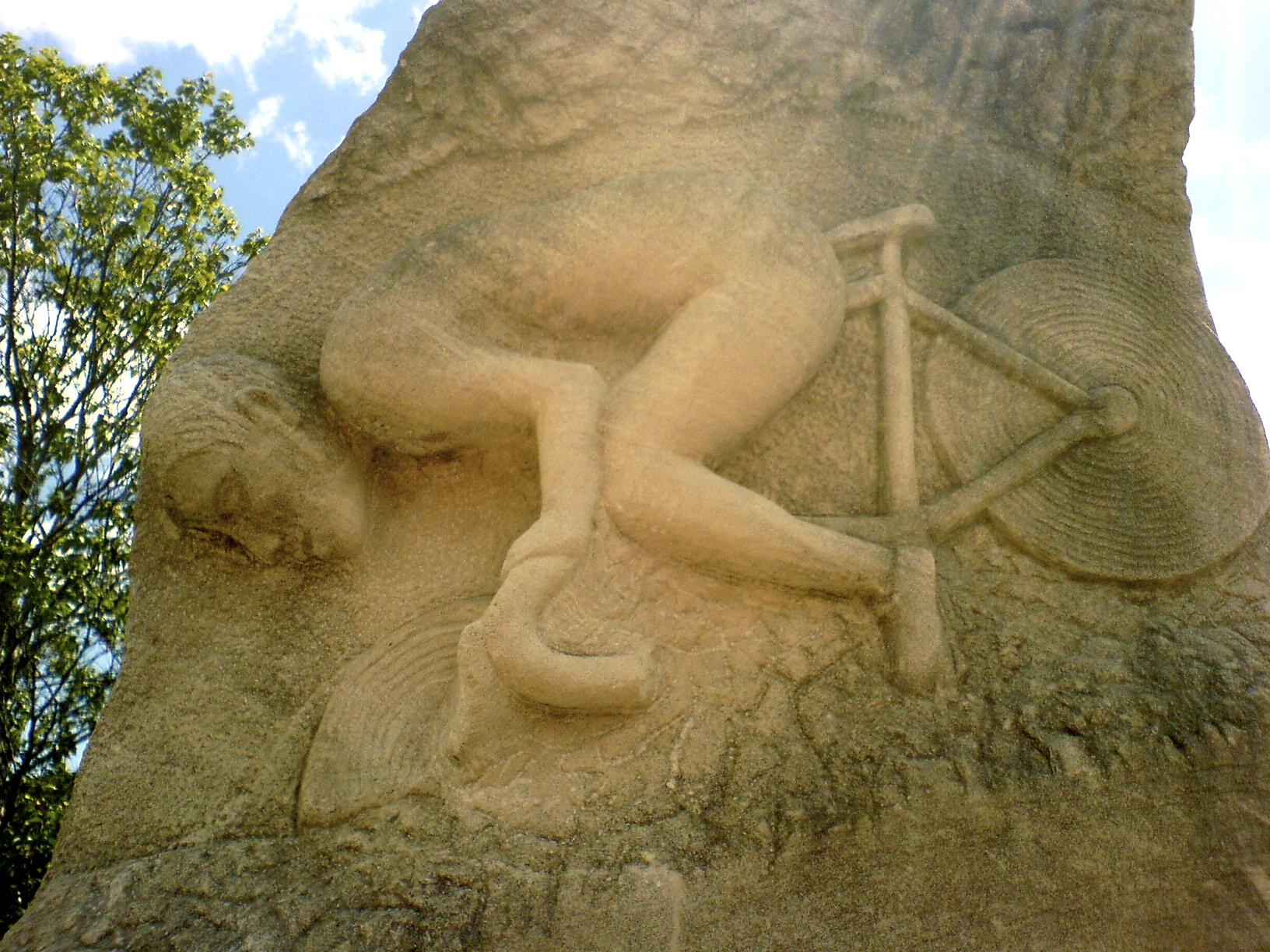
Minnesmärke över Rivière vid platsen för hans krasch 1960.

Roger Rivière, född den 23 februari 1936 i Saint-Étienne, död den 1 april 1976 i Saint-Galmier är en fransk tidigare tävlingscyklist som var professionell från 1957 till 1960. På bana blev han världsmästare i individuellt förföljelselopp tre år i rad 1957–1959 och satte nytt timrekord två gånger. På landsväg var han framför allt en stark tempocyklist och vann fem etapper i Tour de France och två i Vuelta a España.
Under den fjortonde etappen av Tour de France 1960 kraschade Rivière på nerfarten från Col de Perjuret, föll ner i en ravin och bröt ryggen, vilket avslutade hans korta karriär. Han avled av strupcancer vid 40 års ålder 1976.

## Meriter

### Landsväg
| 1955 Vinnare totalt av Circuit d'Auvergne Vinnare av etapp 1 1956 Vinnare totalt av Tour d'Europe Vinnare av etapperna 1 och 9b (ITT) 3:a i Critérium des As 1958 3:a i Trofeo Baracchi med Gérard Saint 4:a i Critérium des As | 1959 Vinnare av Mont Faron (ITT) 2:a i Grand Prix des Nations (ITT) 2:a i slutställnningen av Super Prestige Pernod 3:a totalt i Criterium du Dauphiné Libéré Vinnare av etapp 7a (ITT) 4:a totalt i Tour de France Vinnare av etapperna 6 (ITT) och 21 (ITT) 6:a totalt i Vuelta a España Vinnare av etapperna 14 (ITT) och 16 7:a totalt i Paris–Nice–Roma | 1960 Vinnare av etapperna 1b (ITT), 6 och 10 i Tour de France Vinnare av etapp 5b (ITT) i Criterium du Dauphiné Libéré Vinnare av etapp 3b (ITT) i Dunkerques fyradagars 6:a i GP Forli (ITT) 8:a totalt i Tour du Sud-Est |

### Bana
| 1957 Världsmästare i individuellt förföljelselopp Fransk mästare i individuellt förföljelselopp 1958 Världsmästare i individuellt förföljelselopp 2:a i individuellt förföljelselopp vid Franska mästerskapen 1959 Världsmästare i individuellt förföljelselopp | Timrekordet \| 46,923 km \| i Milano 18 september 1957 (förbättring av Ercole Baldinis 46,384 km från 1956) \| \| 47,347 km \| i Milano 23 september 1959 (förbättring av eget rekord, sedan slaget av Ferdinand Bracke 1967) \| |
| 46,923 km | i Milano 18 september 1957 (förbättring av Ercole Baldinis 46,384 km från 1956) |
| 47,347 km | i Milano 23 september 1959 (förbättring av eget rekord, sedan slaget av Ferdinand Bracke 1967) |